# المسامير الحمراء
المسامير الحمراء (بالإنجليزية: Red Nails)‏ هي إحدى آخر قصص كونان البربري بقلم الكاتب الأمريكي روبرت هوارد. نشرت أولا بشكل مسلسل في مجلة حكايات غريبة من تموز إلى تشرين الأول 1936. وتقع أحداثها في العصر الهايبوري وتروي عثور كونان على مدينة مفقودة وكان سكانها المنحلون راضخين لما حل بهم من دمار. احتوت الرواية على موضوعات قاتمة مثل التآكل والموت، وهي تعتبر من كلاسيكيات أدب كونان، وكثيرا ما استشهد بها باحثو هوارد بوصفها من أفضل حكاياته.
أعيد نشر القصة في مجموعات سيف كونان (نوم برس، 1952) وكونان المحارب (لانسر بوكس، 1967). وقد نشرت لأول مرة بذاتها في شكل كتاب من قبل دار دونالد غرانت للنشر في عام 1975، وذلك في المجلد الرابع من مجموعة كونان الفاخرة من إصدارهم. وقد تم مؤخرا نشرها في مجموعات سجلات كونان 2: ساعة التنين (غولانتش، 2001)، سيف كونان القاهر (ديل ري، 2005) (نشرت في المملكة المتحدة عن طريق واتندرينغ ستار ضمن كونان السيمري: المجلد الثالث (1935-1936))، وكذلك أفضل أعمال روبرت هوارد، المجلد 2: أراضي كئيبة (ديل ري، 2007).